# Branimir Žganjer
Branimir Žganjer, slovenski filolog, pisatelj, in prevajalec, * 22. december 1919, Zagreb, † 2. januar 1999, Zagreb.

## Življenjepis
Žganjer je leta 1943 na Univerzi v Zagrebu diplomiral iz klasične filologofije in leta 1957 še na Filozofski fakulteti v Ljubljani iz primerjalnega indoevropskega jezikoslovja. Od leta 1943 do 1978 je v Zagrebu kot gimnazijski profesor poučeval latinščino in grščino ter s tega področja napisal več strokovnih razprav in sestavil nekaj beril. Žganjer je vsa leta po drugi svetovni vojni med Hrvati poglabljal in širil vednost o slovenski književnosti in kulturi.

## Literarno delo
Žganjer je pisal tako v slovenskem kot hrvaškem jeziku črtice, novele, humoreske, potopise in romane. Njegovo pisanje odlikujejo razgiban slog, priostrene misli in živahne zgodbe. V Sloveniji je svoja dela objavljal v periodičnm tisku (Večer, Borec, Nova mladika, Dialogi). V kratkem romanu Pogovoriva se jutri (Večer, 1970) je opisal življenje Slovencev v Zagrebu. V samozaložbi je izdal mladinsko znanstveno fantastično povest Natančno tri dni zamude (Zagreb 1967).
Uveljavil se je tudi kot prevajalec iz slovenščine v hrvaščino. Prevajal je dela Pavla Golie, Nika Grafenauerja, Antona Tomaža Linharta, Toneta Seliškarja, Dominika Smoleta, Rudija Šelige in Otona Župančiča ter sodeloval pri antologiji Izbor iz slovenske lirike (Zagreb, 1953, predelana in razširjena izdaja Prepjevi iz slovenske poezije, Zagreb, 1966).